# Galleria di base della Furka
La galleria di base della Furka è un tunnel ferroviario a scartamento ridotto della Svizzera, parte della ferrovia del Furka-Oberalp.
È lungo 15,44 km, e sito tra Oberwald (a 1369 m) nel Canton Vallese e Realp (a 1538 m) nel Cantone di Uri.
Il tunnel, a semplice binario, ha sostituito la precedente tratta montana del passo del Furka, che raggiungeva il culmine ai 2160 m sul livello del mare della stazione di Muttbach-Belvedere; tale tratta montana comprende la vecchia galleria di valico della Furka di 1 874 m - che all'epoca della costruzione era il più lungo tunnel ferroviario a scartamento ridotto del mondo - ed è ora utilizzata a scopo turistico nel periodo estivo dalla ferrovia Dampfbahn Furka-Bergstrecke.

## Descrizione
Con la costruzione del tunnel, le regioni dell'Alto Vallese e del massiccio del San Gottardo si sono notevolmente avvicinate ai Cantoni limitrofi attraverso un collegamento ferroviario stabile e duraturo. Rispetto al passato, quando nel periodo invernale il transito veniva infatti interrotto, e perfino si smontavano tratte di linea elettrica per preservarle dalle distruttive slavine, ora è possibile assicurare i collegamenti.
La costruzione venne approvata dal parlamento della Confederazione svizzera nel 1973, con una previsione di spesa stimata in 76 milioni di franchi svizzeri, lievitata nel tempo fino a superare la cifra di 300 milioni di franchi a causa delle difficoltà geologiche impreviste, dato che si pensava di dover perforare roccia compatta e invece vennero trovate vaste zone di materiale incoerente e saturo d'acqua. Per velocizzare i lavori fu deciso anche lo scavo di una galleria supplementare - denominata Finestra di Bedretto - che da Ronco Bedretto conduce a metà tunnel di base.
Lo scavo della galleria della Furka fu funestato da incidenti sul lavoro nel corso dei quali persero la vita 5 operai, di cui 4 italiani e uno spagnolo. Una lapide sul portale del tunnel ne ricorda i nomi, assieme alle date di inizio e fine lavori, 1973-1982.
Il tunnel viene attraversato, alla velocità massima di 90 km/h, dai treni Glacier Express e da convogli navetta, durante tutto il giorno, per il trasporto di automobili tra Realp e Oberwald in soli 15 minuti. Nel periodo invernale il traffico navetta si intensifica fino alle massime capacità di trasporto.

## Geotermia
Un'interessante utilizzazione correlata allo scavo del tunnel della Furka è quella dell'utilizzazione delle sue acque di deriva a uso riscaldamento geotermico; con una portata di 5400 litri al secondo alla temperatura di 16 °C vengono utilizzate a scopo di riscaldamento di 177 abitazioni e impianti vari per una potenza pari a 960 kW.